# Ratusz w Zawidowie
Ratusz w Zawidowie – budynek ratusza zlokalizowany w Zawidowie przy placu Wolności.

## Historia
Pierwszy zawidowski ratusz wznosił się w centrum rynku (obecnego Placu Wolności). Zbudowano go w 1709, ale już w 1769 uległ on zniszczeniu w pożarze wraz z dużą częścią zabudowań miejskich. W 1771, ze środków rajców, wybudowano nowy obiekt, który stanął w miejscu starego. Spłonął on w 1834. Kolejny (obecny) ratusz wzniesiono w 1837 w północno-zachodniej pierzei rynku (naroże). Potem przebudowywano go dwa razy, m.in. w okresie międzywojennym. W 1902 planowano wzniesienie wieży, ale projekt ten nigdy nie doczekał się realizacji. Ratusz do dziś pełni swoją funkcję, mieszcząc biura władz administracyjnych miasta.